# 猿田彦塚
猿田彦塚（さるたひこつか）とは、北海道函館市若松町にある石碑である。

## 概要
天保九年御巡見使要用録によると1817年（文化14年）建立の箱館と龜田村の境界を示すとされる石碑。函館市交通局若松町停留場（1993年（平成5年）4月1日廃止）付近に建てられていたものを函館市立若松小学校（1988年<昭和63年>3月31日閉校、現・函館市総合福祉センター他）西側にあった鶴若稲荷神社（1879年<明治12年>函館八幡宮より遷宮）境内に移設。第二次世界大戦中の1945年（昭和20年）5月、函館市第一回強制集団建物疎開の対象になり社殿等の建物が解体され、のちに道路用地や宅地になった。1956年（昭和31年）に函館市議会議員（当時）で若松小学校同窓会会長（当時）の藤野藤太郎が石碑の破片を発見し、1958年（昭和33年）かつての境内だった道路の脇に復元設置したものである。
造立者は商人の伊達林右衛門（陸奥伊達郡出身）と西川屋（近江出身）と推測されている。会田金吾によるとこの石碑は道しるべであり、猿田彦大神、（天）鈿女命の刻みから箱館、龜田の両村が仲良く、そしてお互いに外から襲ってくる悪疫をこの境で食い止めようという意味が込められていると推定している。